# Maria Malmer Stenergard
Eva Maria Louise Malmer Stenergard (Kristianstad, 23 maart 1981) is een Zweedse politica van de Moderata samlingspartiet (Moderaterna). Sinds september 2024 is zij minister van Buitenlandse Zaken in de Zweedse regering onder premier Ulf Kristersson. Eerder was ze al minister van Migratie en Asielbeleid (2022–2024). Sinds 2014 heeft Malmer Stenergard zitting in de Rijksdag, het Zweedse parlement.

## Biografie
Maria Malmer Stenergard volgde onderwijs aan het Söderportgymnasium in Kristianstad en ging aansluitend studeren aan de Universiteit van Lund. Ze volgde studies in systeemwetenschap (1999–2002) en rechtswetenschap (2003–2008). Gedurende die jaren sloot ze zich aan bij de Gematigde Jeugd Liga (Moderata ungdomsförbundet), de jongerenvleugel van de centrumrechtse Moderata samlingspartiet. Tussen 2006 en 2007 was ze vicevoorzitter van de Fria Moderata Studentförbundet (FMSF), een federatie van liberale en conservatieve studentenverenigingen. Na haar studiejaren was ze werkzaam als notaris bij de districtsrechtbank in Hässleholm en als gerechtsdeurwaarder in Kristianstad.
Bij de Zweedse parlementsverkiezingen van 2014 werd Malmer Stenergard voor het eerst verkozen tot parlementslid in de Rijksdag. Ze vertegenwoordigde er de noordelijke en oostelijke kiesdistricten van Skåne en voerde oppositie tegen de linkse regering van premier Stefan Löfven. In het parlement was ze namens haar partij woordvoerder op het gebied van begroting (2016–2017), milieu- en landbouw (2017–2019) en migratie en sociale zekerheid (2019–2022). Tijdens laatstgenoemde periode was ze tevens voorzitter van de parlementscommissie voor Sociale Zekerheid.

### Ministerschappen
Toen na de verkiezingen van 2022 een nieuwe, centrumrechtse regering werd gevormd (het kabinet-Kristersson), werd Malmer Stenergard benoemd tot minister van Migratie en Asielbeleid. In deze functie was ze verantwoordelijk voor de verscherping van het Zweedse immigratiebeleid, zoals in het regeerakkoord was afgesproken. Onder haar bestuur daalde het aantal migranten in Zweden naar het laagste niveau sinds 1997 en kende het land voor het eerst in vijftig jaar een negatief migratiesaldo.
In september 2024 voerde premier Ulf Kristersson een kabinetsherschikking door, waarbij Malmer Stenergard haar ministerschap van Migratie en Asielbeleid inruilde voor dat van Buitenlandse Zaken. Ze volgde daarmee de afgetreden minister Tobias Billström op. Drie dagen na haar aanstelling maakte ze haar eerste buitenlandse trip naar buurland Finland voor een ontmoeting met haar ambtgenoot Elina Valtonen. Nog diezelfde maand sprak ze de Algemene Vergadering van de Verenigde Naties toe en bracht ze, samen met de ministers van Buitenlandse Zaken van andere Noordse landen, een werkbezoek aan het Canadese Iqaluit.
In oktober 2024 werd Malmer Stenergard vanaf de publieke tribune van de Rijksdag bekogeld met uien en tomaten. Dat gebeurde tijdens een debat over het Zweedse standpunt inzake de oorlog tussen Israël en Hamas. De daders waren drie Palestijnse activisten. Malmer Stenergard noemde het incident "een aanval op fundamentele democratische waarden".

### Persoonlijk
Maria Malmer Stenergard is getrouwd en heeft twee kinderen.